# Bohe, Guangdong
Bohe (kinesiska: 博贺) är en köping i sydöstra Kina. Den ligger i stadsdistriktet Dianbai i staden Maoming i provinsen Guangdong, omkring 280 kilometer sydväst om provinshuvudstaden Guangzhou. Antalet invånare är 67 333. Befolkningen består av 31 393 kvinnor och 35 940 män. Barn under 15 år utgör 21,0 %, vuxna 15-64 år 70 %, och äldre över 65 år 7,0 %.